# جيمس إتش. جونز
جيمس إتش. جونز هو محامي وسياسي أمريكي، ولد في 13 سبتمبر 1830 في مقاطعة شيلبي في الولايات المتحدة، وتوفي في 22 مارس 1904. نشط حزبياً في الحزب الديمقراطي. وقد انتخب عضو مجلس النواب الأمريكي ‏.